# امیلیو رکوبا
امیلیو رکوبا (انگلیسی: Emilio Recoba؛ ۳ نوامبر ۱۹۰۳ – ۱۲ سپتامبر ۱۹۹۲) یک بازیکن فوتبال اهل اروگوئه بود.